# Anoxia rotroui
Anoxia rotroui är en skalbaggsart som beskrevs av Dewailly 1957. Anoxia rotroui ingår i släktet Anoxia och familjen Melolonthidae. Inga underarter finns listade i Catalogue of Life.